# Mattias Janmark
Mattias Bertil Janmark Nylén, mer känd som Mattias Janmark, född 8 december 1992 i Stockholm, är en svensk professionell ishockeyspelare som spelar för Edmonton Oilers i NHL.
Han har tidigare spelat på NHL-nivå för Chicago Blackhawks och Dallas Stars och på lägre nivåer för Texas Stars och Grand Rapids Griffins i AHL samt Frölunda HC och AIK i SHL.

## Spelarkarriär
Janmark draftades som 79:e spelare totalt av Detroit Red Wings i NHL Entry Draft 2013.

## Landslagskarriär
Den 3 april 2013 gjorde Janmark landslagsdebut i en landskamp mot Slovakien och hann vann VM-guld med Tre Kronor under VM i Danmark 2018.

## Spelarstatistik
| 2011–12    | AIK                   | Elitserien | 18  | 0  | 0  | 0  | 2   | —  | — | — | — | —  |
| 2012–13    | AIK                   | Elitserien | 55  | 14 | 17 | 31 | 32  | —  | — | — | — | —  |
| 2013–14    | AIK                   | SHL        | 45  | 18 | 12 | 30 | 8   | 10 | 1 | 3 | 4 | 24 |
| 2013–14    | Grand Rapids Griffins | AHL        | 2   | 0  | 0  | 0  | 2   | 6  | 0 | 1 | 1 | 0  |
| 2014–15    | Frölunda HC           | SHL        | 55  | 13 | 23 | 36 | 30  | 13 | 4 | 3 | 7 | 4  |
| 2014–15    | Texas Stars           | AHL        | —   | —  | —  | —  | —   | 1  | 0 | 0 | 0 | 0  |
| 2015–16    | Dallas Stars          | NHL        | 73  | 15 | 14 | 29 | 16  | 12 | 2 | 3 | 5 | 2  |
| 2017–18    | Dallas Stars          | NHL        | 81  | 19 | 15 | 34 | 24  | —  | — | — | — | —  |
| 2018–19    | Dallas Stars          | NHL        | —   | —  | —  | —  | —   | —  | — | — | — | —  |
| NHL totalt | NHL totalt            | NHL totalt | 154 | 34 | 29 | 63 | 40  | 12 | 2 | 3 | 5 | 2  |
| AHL totalt | AHL totalt            | AHL totalt | 2   | 0  | 0  | 0  | 2   | 7  | 0 | 1 | 1 | 0  |
| SHL totalt | SHL totalt            | SHL totalt | 173 | 45 | 52 | 97 | 120 | 16 | 4 | 3 | 7 | 4  |